# Steenhuis

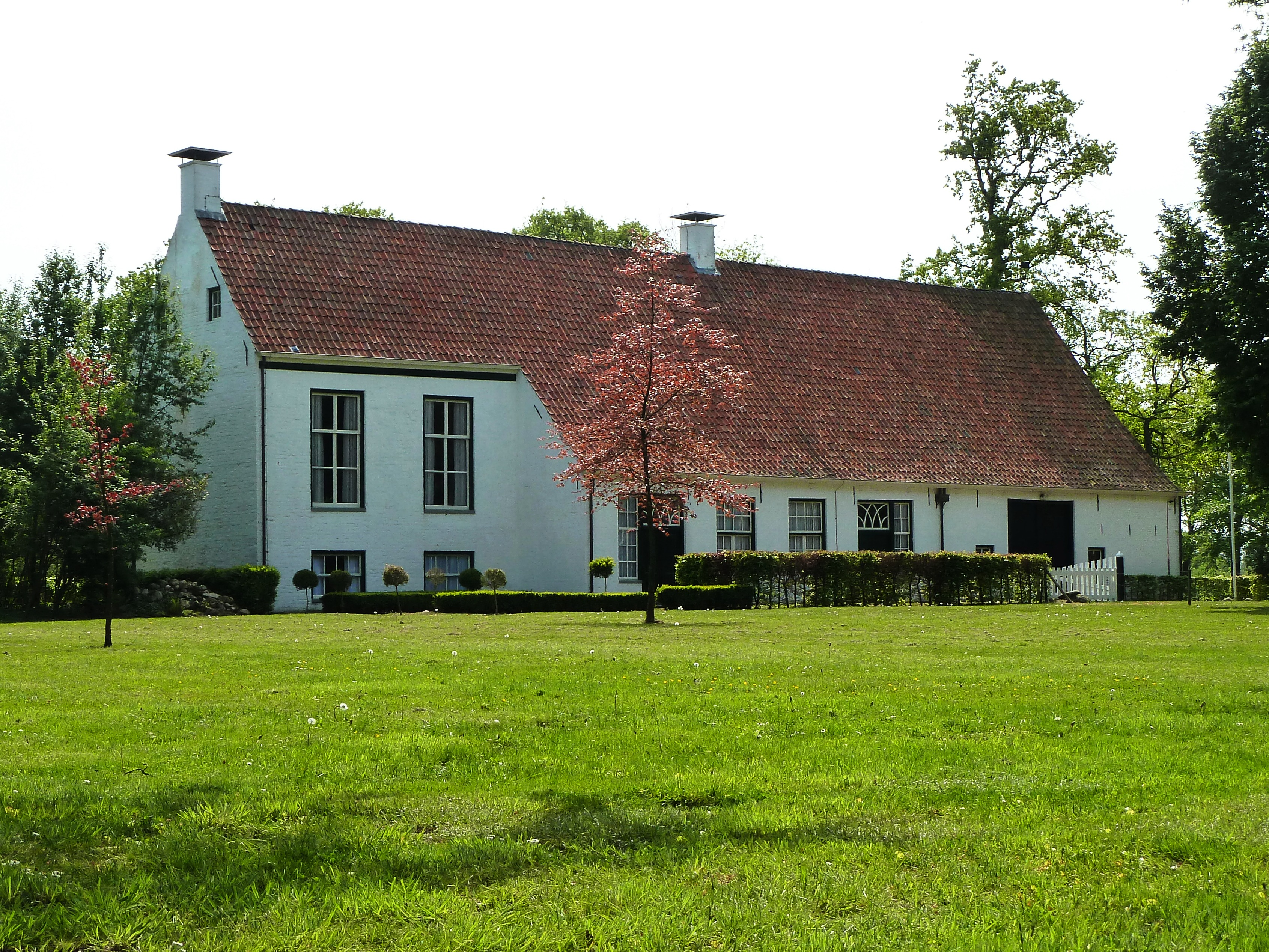
Iwema-Steenhuis in Niebert

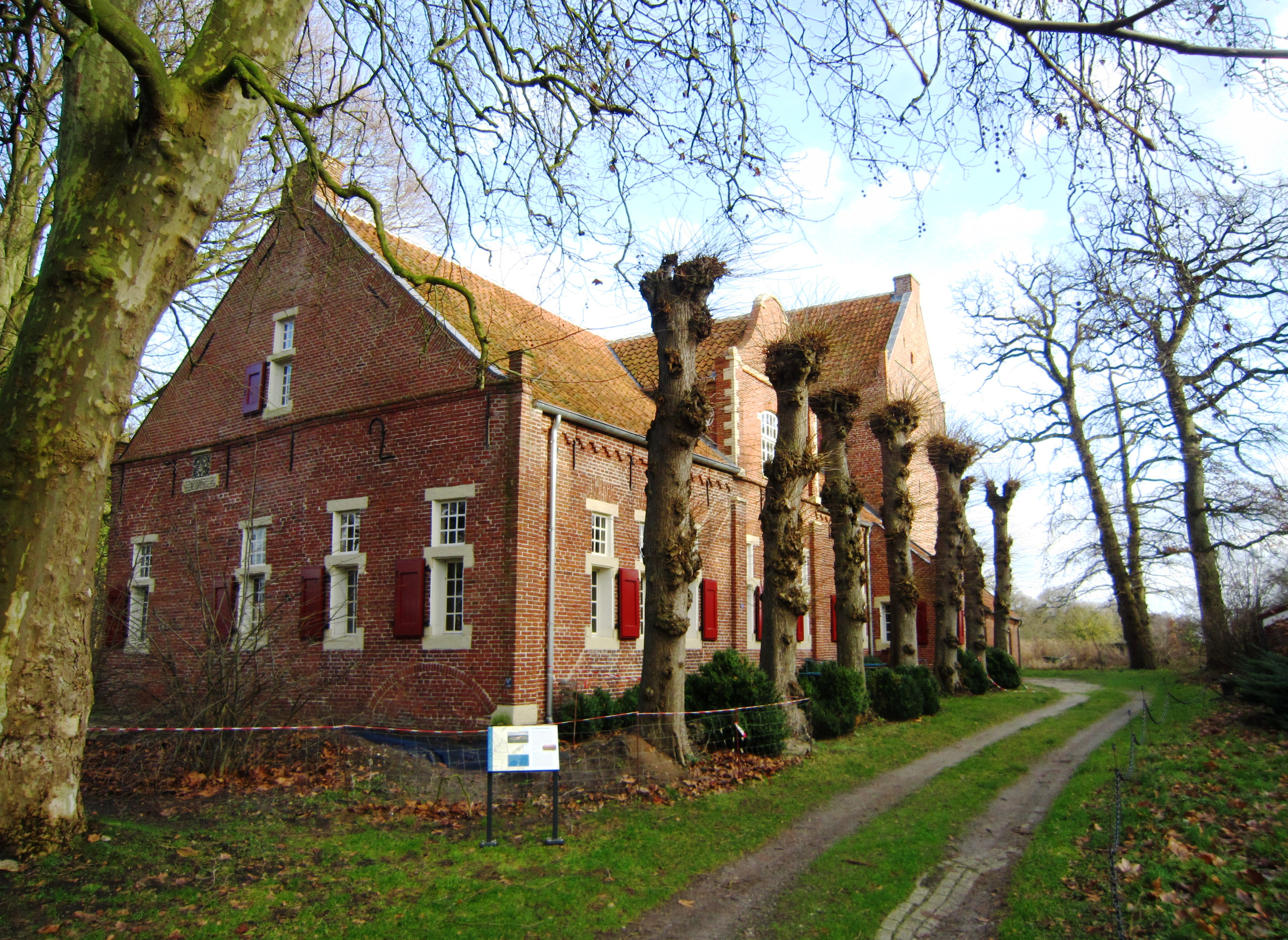
Steenhuis Bunderhee in Bunde

Een steenhuis of stenen huis (Gronings: stainhoes, Fries: stins, Oostfries: steenhus) is een vroege vorm van een borg of burcht zoals dat met name in de provincies Friesland, Groningen en Oost-Friesland werd aangetroffen. Zo zijn er alleen al in Friesland naar schatting rond de zevenhonderd stinzen geweest. Ook in Groningen moet hun aantal groter zijn geweest dan doorgaans wordt gedacht.
Toen in de middeleeuwen de landadel steeds meer macht en rijkdom vergaarde, ontstond de behoefte aan veilige behuizing. Dit werd gevonden in het zogenaamde steenhuis.
Het is een nagenoeg vierkant bouwwerk met zijden van 9 tot 12 meter, gebouwd van baksteen. De muren waren dik, vaak meer dan een meter, en het gebouw had dikwijls minstens drie verdiepingen. De ingang bevond zich op de eerste etage en werd bereikt via een trap die kon worden verwijderd.
Toen in de veertiende en vijftiende eeuw de bewapening zodanig voortschreed dat steenhuizen niet langer veilig waren, gingen de bewoners er langzamerhand toe over deze om te bouwen naar landhuizen of borgen die vaak rijk uitgevoerd waren.
In sommige bewaard gebleven borgen is als centraal deel het oude steenhuis nog herkenbaar. Het enig overgebleven steenhuis in de provincie Groningen is het Iwema-Steenhuis in Niebert. In Oost-Friesland staat er onder andere het Steenhuis Bunderhee bij Bunde en de Harderwykenburg nabij Leer en in Friesland bevindt zich de Schierstins bij de plaats Veenwouden. In de provincie Drenthe staat het Huis ter Hansouwe in Peize.
Dankzij satellietprogramma's als Google Earth en Virtual Earth werden vele tot nog toe onbekende fundamenten van steenhuizen gevonden in de provincie Groningen. Amateurhistoricus Johan Feikens ontdekte er verscheidene in het gebied rondom de Dollard, in het Oldambt.